# ان۳ان ناوال ایرکرفت
ان۳ان ناوال ایرکرفت (به انگلیسی: Naval_Aircraft_Factory_N3N) یک هواگرد ملخ‌پیشین تک‌موتوره از نوع آموزشی ساخت شرکت Naval Aircraft Factory است. هواگرد ان۳ان ناوال ایرکرفت نخستین پروازش را در اوت ۱۹۳۵ میلادی انجام داد. این هواگرد در سال ۱۹۳۶ میلادی رسماً معرفی گردید. در مجموع، تعداد ۹۹۷ فروند از این هواگرد ساخته شده‌است.